# Miluki

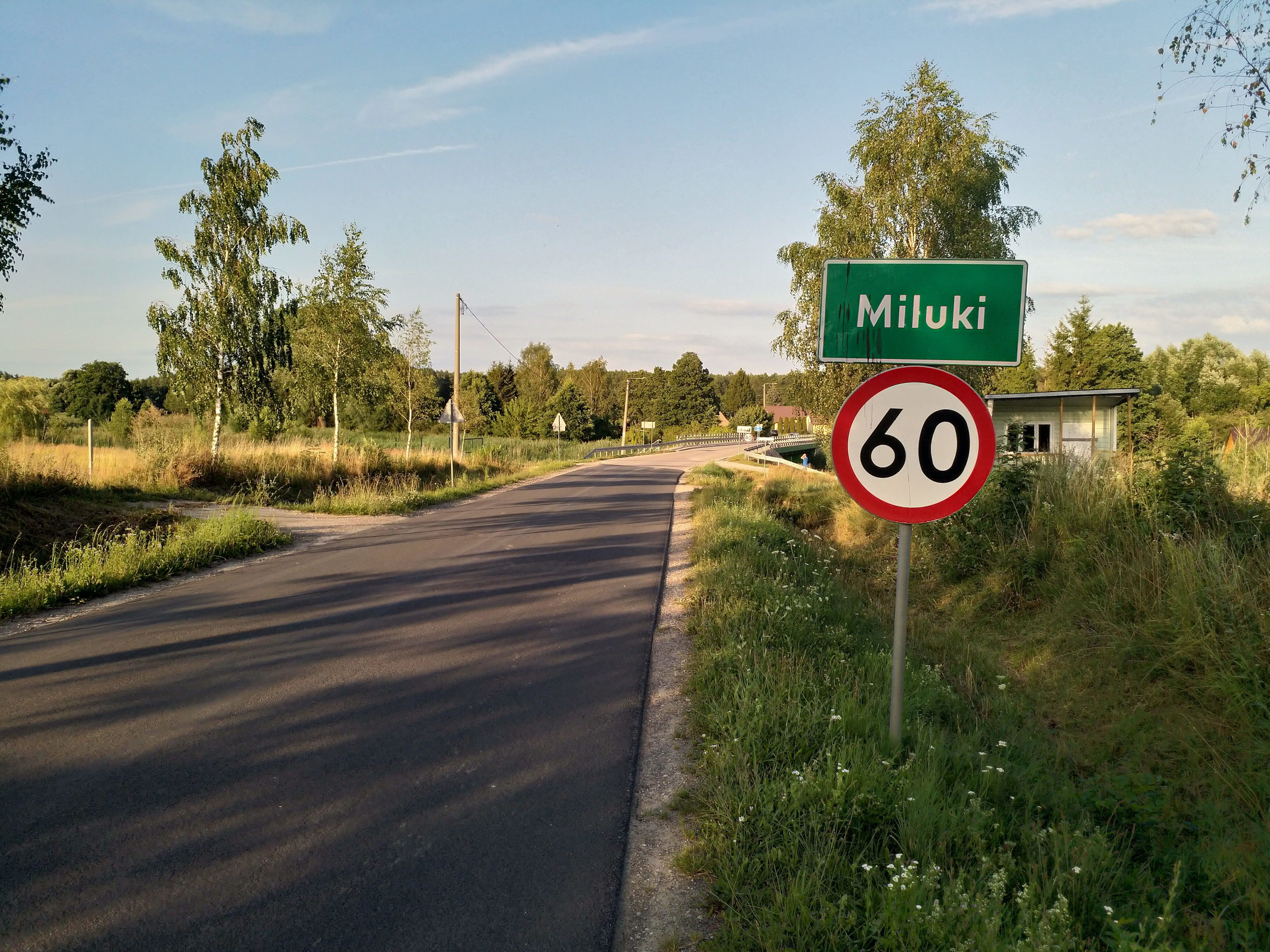
Miluki (2024)

Miluki (deutsch Mylucken, 1938 bis 1945 Milucken) ist ein Dorf in der polnischen Woiwodschaft Ermland-Masuren, das zur Gmina Ełk (Landgemeinde Lyck) im Powiat Ełcki (Kreis Lyck) gehört.

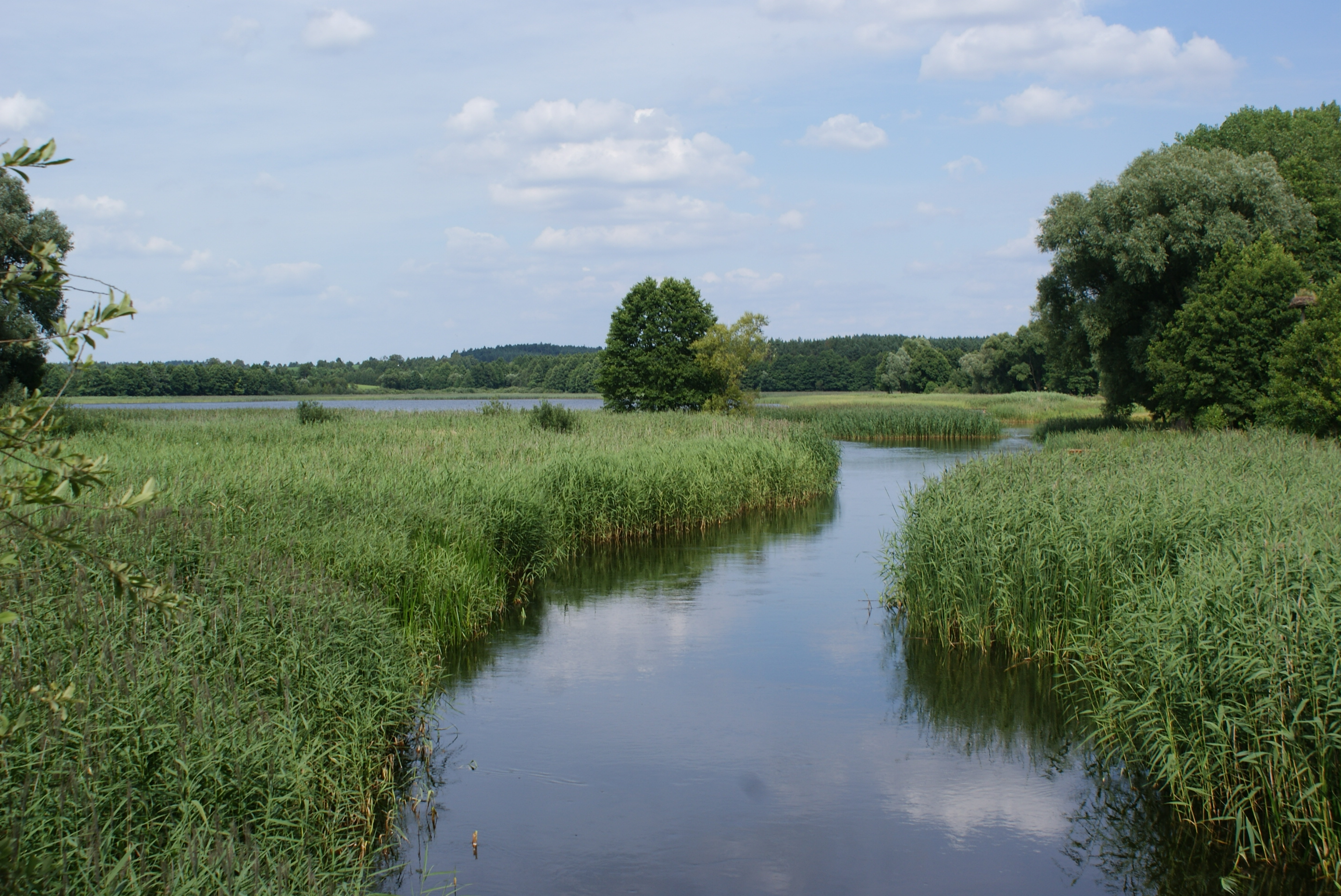
Ełk-Fluss bei Miluki

## Geographische Lage
Miluki am Ełk-Fluss (Lyck) liegt am Südufer des Haleck-Sees (1938 bis 1945 Talfrieder See, polnisch Jezioro Haleckie) im Osten der Woiwodschaft Ermland-Masuren. Die Kreisstadt Ełk (Lyck) ist sechs Kilometer in südlicher Richtung entfernt.

## Geschichte
Das nach 1785 Millucken und bis 1938 Mylucken genannte kleine Dorf wurde bereits vor 1483 gegründet. 
Von 1874 bis 1945 war der Ort in den Amtsbezirk Schedlisken (polnisch Siedliska) eingegliedert, der – 1938 in „Amtsbezirk Sonnau“ umbenannt – zum Kreis Lyck im Regierungsbezirk Gumbinnen (ab 1905: Regierungsbezirk Allenstein) der preußischen Provinz Ostpreußen gehörte.
172 Einwohner verzeichnete Mylucken im Jahr 1910. Ihre Zahl verringert sich bis 1933 auf 155 und belief sich im Jahr 1939 auf 153. Aufgrund der Bestimmungen des Versailler Vertrags stimmte die Bevölkerung im Abstimmungsgebiet Allenstein, zu dem Mylucken gehörte, am 11. Juli 1920 über die weitere staatliche Zugehörigkeit zu Ostpreußen (und damit zu Deutschland) oder den Anschluss an Polen ab. In Mylucken stimmten 100 Einwohner für den Verbleib bei Ostpreußen, auf Polen entfielen keine Stimmen.
Am 3. Juni 1938 wurde die Schreibweise von Mylucken in „Milucken“ verändert.
In Kriegsfolge kam der Ort 1945 mit dem gesamten südlichen Ostpreußen zu Polen und erhielt die polnische Namensform „Miluki“. Er ist heute Sitz eines Schulzenamtes (polnisch Sołectwo) und somit eine Ortschaft im Verbund der Gmina Ełk (Landgemeinde Lyck) im Powiat Ełcki (Kreis Lyck), vor 1998 der Woiwodschaft Suwałki, seither der Woiwodschaft Ermland-Masuren zugehörig.

## Religionen
Bis 1945 war Mylucken in die Evangelische Pfarrkirche Lyck in der Kirchenprovinz Ostpreußen der Kirche der Altpreußischen Union und in die katholische Pfarrkirche Lyck im Bistum Ermland eingepfarrt.
Heute gehört Miluki zur katholischen Pfarrei Straduny (Stradaunen) im Bistum Ełk der Römisch-katholischen Kirche in Polen. Die evangelischen Kirchenglieder halten sich zur Kirchengemeinde in Ełk, jetzt eine Filialgemeinde der Pfarrei in Pisz (deutsch Johannisburg) in der Diözese Masuren der Evangelisch-Augsburgischen Kirche in Polen.

## Verkehr
Miluki liegt an einer Nebenstraße, die von Oracze (Szameyten, 1928 bis 1945 Wittenwalde) an der polnischen Landesstraße 65 (frühere deutsche Reichsstraße 132) aus über Płociczno (Plotzitzen. 1938 bis 1945 Bunhausen) nach Romejki (Rumeyken) führt. Außerdem gibt es eine Landwegverbindung von Ełk nach Miluki.